# Seznam inckých panovníků
Seznam inckých panovníků uvádí posloupnost panovníků incké říše od prvního známého vládce, kterým byl asi od roku 1200 Manco Capac, až po posledního, kterým byl do roku 1572 Túpac Amaru.

## Dynastie Urin Cusco
1. Manco Capac (asi od roku 1200)
2. Sinchi Roca (kolem roku 1230)
3. Lloque Yupanqui (kolem roku 1260)
4. Mayta Cápac (kolem roku 1290)
5. Cápac Yupanqui (kolem roku 1320)

## Dynastie Hanan Cusco
1. Inca Roca (kolem roku 1350)
2. Yáhuar Huácac (kolem roku 1380)
3. Viracocha Inca (kolem roku 1410)
4. Pachacútec Yupanqui (1438–1471)
5. Túpac Yupanqui (1471–1493)
6. Huayna Cápac (1493–1527)
7. Huáscar (1527–1532)
8. Atahualpa (1527–1533)
9. Túpac Hualpa (1533)

## Inkové vládnoucí ve Vilcabambě
1. Manco Cápac II. (1533–1544)
2. Sayri Túpac (1544–1561)
3. Titu Cusi Yupanqui (1561–1570)
4. Túpac Amaru I. (1570–1572)